# Eleições presidenciais de 2016 em Santarém

## Resultados Oficiais
| Candidato               | Candidato                | Votos  | %               |
| ----------------------- | ------------------------ | ------ | --------------- |
|                         | Marcelo Rebelo de Sousa  | 13 752 | 51,19 / 100,00  |
|                         | António Sampaio da Nóvoa | 6 937  | 25,82 / 100,00  |
|                         | Marisa Matias            | 2 496  | 9,29 / 100,00   |
|                         | Maria de Belém Roseira   | 1 153  | 4,29 / 100,00   |
|                         | Edgar Silva              | 877    | 3,26 / 100,00   |
|                         | Vitorino Silva           | 771    | 2,87 / 100,00   |
|                         | Paulo de Morais          | 596    | 2,22 / 100,00   |
|                         | Henrique Neto            | 185    | 0,69 / 100,00   |
|                         | Cândido Ferreira         | 52     | 0,19 / 100,00   |
|                         | Jorge Sequeira           | 45     | 0,17 / 100,00   |
| Votos Inválidos         | Votos Inválidos          | 520    | 1,90 / 100,00   |
| Total                   | Total                    | 27 384 | 100,00 / 100,00 |
| Eleitorado/Participação | Eleitorado/Participação  | 52 452 | 52,21 / 100,00  |

## Resultados por Freguesia
Os resultados dos candidatos por freguesia foram os seguintes:
| Freguesia                                  | %     | %     | %     | %    | %     | %    | %    | %    | %    | %    | Votantes |
| Freguesia                                  | MRS   | ASN   | MM    | MBR  | ES    | VS   | PM   | HN   | CF   | JS   | Votantes |
| ------------------------------------------ | ----- | ----- | ----- | ---- | ----- | ---- | ---- | ---- | ---- | ---- | -------- |
| Abitureiras                                | 50,11 | 29,89 | 6,81  | 6,15 | 1,10  | 3,30 | 0,88 | 1,10 | 0,44 | 0,22 | 463      |
| Abrã                                       | 58,73 | 17,46 | 10,12 | 3,97 | 1,98  | 5,16 | 0,79 | 0,79 | 0,79 | 0,20 | 514      |
| Achete, Azoia de Baixo e Póvoa de Santarém | 52,05 | 25,63 | 8,20  | 4,71 | 3,23  | 3,23 | 1,48 | 0,70 | 0,61 | 0,17 | 1 179    |
| Alcanede                                   | 68,81 | 12,29 | 7,17  | 3,63 | 1,30  | 3,72 | 1,54 | 0,93 | 0,37 | 0,23 | 2 183    |
| Alcanhões                                  | 38,69 | 27,62 | 12,14 | 4,55 | 10,93 | 3,03 | 1,67 | 0,76 | 0,46 | 0,15 | 678      |
| Almoster                                   | 38,50 | 31,14 | 13,70 | 4,91 | 6,07  | 2,33 | 2,33 | 0,52 | 0,13 | 0,39 | 783      |
| Amiais de Baixo                            | 38,29 | 35,87 | 8,70  | 7,13 | 4,35  | 2,54 | 0,72 | 1,45 | 0,60 | 0,36 | 848      |
| Arneiro das Milhariças                     | 42,44 | 30,73 | 9,27  | 8,54 | 2,93  | 4,39 | 0,24 | 1,46 | 0    | 0    | 418      |
| Azoia de Cima e Tremês                     | 53,28 | 22,04 | 10,20 | 6,19 | 1,73  | 4,46 | 1,18 | 0,73 | 0,09 | 0,09 | 1 127    |
| Casével e Vaqueiros                        | 47,98 | 29,67 | 11,95 | 4,43 | 2,31  | 2,89 | 0,39 | 0,39 | 0    | 0    | 531      |
| Cidade de Santarém                         | 52,46 | 26,32 | 9,03  | 3,45 | 2,51  | 2,23 | 3,07 | 0,66 | 0,12 | 0,15 | 13 183   |
| Gançaria                                   | 71,80 | 10,53 | 4,51  | 5,64 | 0     | 5,26 | 0,75 | 1,50 | 0    | 0    | 270      |
| Moçarria                                   | 43,57 | 26,30 | 12,28 | 7,87 | 3,07  | 4,61 | 2,30 | 0    | 0    | 0    | 529      |
| Pernes                                     | 44,20 | 29,94 | 8,15  | 4,70 | 9,40  | 1,72 | 0,94 | 0,31 | 0,47 | 0,16 | 656      |
| Póvoa da Isenta                            | 37,53 | 31,46 | 15,51 | 4,72 | 6,74  | 2,92 | 0,67 | 0,45 | 0    | 0    | 455      |
| Romeira e Várzea                           | 51,35 | 25,58 | 10,32 | 3,50 | 1,89  | 4,40 | 1,97 | 0,63 | 0    | 0,36 | 1 140    |
| São Vicente do Paul e Vale de Figueira     | 44,06 | 29,97 | 8,80  | 6,49 | 6,06  | 2,73 | 1,45 | 0,34 | 0,09 | 0    | 1 184    |
| Vale de Santarém                           | 43,33 | 30,55 | 9,17  | 4,18 | 6,22  | 3,28 | 2,29 | 0,57 | 0,33 | 0,08 | 1 243    |
| Santarém                                   | 51,19 | 25,82 | 9,29  | 4,29 | 3,26  | 2,87 | 2,22 | 0,69 | 0,19 | 0,17 | 27 384   |

#### Abitureiras
| Candidato               | Candidato                | Votos | %               |
| ----------------------- | ------------------------ | ----- | --------------- |
|                         | Marcelo Rebelo de Sousa  | 228   | 50,11 / 100,00  |
|                         | António Sampaio da Nóvoa | 136   | 29,89 / 100,00  |
|                         | Marisa Matias            | 31    | 6,81 / 100,00   |
|                         | Maria de Belém Roseira   | 28    | 6,15 / 100,00   |
|                         | Vitorino Silva           | 15    | 3,30 / 100,00   |
|                         | Edgar Silva              | 5     | 1,10 / 100,00   |
|                         | Henrique Neto            | 5     | 1,10 / 100,00   |
|                         | Paulo de Morais          | 4     | 0,88 / 100,00   |
|                         | Cândido Ferreira         | 2     | 0,44 / 100,00   |
|                         | Jorge Sequeira           | 1     | 0,22 / 100,00   |
| Votos Inválidos         | Votos Inválidos          | 8     | 1,72 / 100,00   |
| Total                   | Total                    | 463   | 100,00 / 100,00 |
| Eleitorado/Participação | Eleitorado/Participação  | 818   | 56,60 / 100,00  |

#### Abrã
| Candidato               | Candidato                | Votos | %               |
| ----------------------- | ------------------------ | ----- | --------------- |
|                         | Marcelo Rebelo de Sousa  | 296   | 58,73 / 100,00  |
|                         | António Sampaio da Nóvoa | 88    | 17,46 / 100,00  |
|                         | Marisa Matias            | 51    | 10,12 / 100,00  |
|                         | Vitorino Silva           | 26    | 5,16 / 100,00   |
|                         | Maria de Belém Roseira   | 20    | 3,97 / 100,00   |
|                         | Edgar Silva              | 10    | 1,98 / 100,00   |
|                         | Paulo de Morais          | 4     | 0,79 / 100,00   |
|                         | Henrique Neto            | 4     | 0,79 / 100,00   |
|                         | Cândido Ferreira         | 4     | 0,79 / 100,00   |
|                         | Jorge Sequeira           | 1     | 0,20 / 100,00   |
| Votos Inválidos         | Votos Inválidos          | 10    | 1,95 / 100,00   |
| Total                   | Total                    | 514   | 100,00 / 100,00 |
| Eleitorado/Participação | Eleitorado/Participação  | 974   | 52,77 / 100,00  |

#### Achete, Azoia de Baixo e Póvoa de Santarém
| Candidato               | Candidato                | Votos | %               |
| ----------------------- | ------------------------ | ----- | --------------- |
|                         | Marcelo Rebelo de Sousa  | 597   | 52,05 / 100,00  |
|                         | António Sampaio da Nóvoa | 294   | 25,63 / 100,00  |
|                         | Marisa Matias            | 94    | 8,20 / 100,00   |
|                         | Maria de Belém Roseira   | 54    | 4,71 / 100,00   |
|                         | Edgar Silva              | 37    | 3,23 / 100,00   |
|                         | Vitorino Silva           | 37    | 3,23 / 100,00   |
|                         | Paulo de Morais          | 17    | 1,48 / 100,00   |
|                         | Henrique Neto            | 8     | 0,70 / 100,00   |
|                         | Cândido Ferreira         | 7     | 0,61 / 100,00   |
|                         | Jorge Sequeira           | 2     | 0,17 / 100,00   |
| Votos Inválidos         | Votos Inválidos          | 32    | 2,71 / 100,00   |
| Total                   | Total                    | 1 179 | 100,00 / 100,00 |
| Eleitorado/Participação | Eleitorado/Participação  | 2 251 | 52,38 / 100,00  |

#### Alcanede
| Candidato               | Candidato                | Votos | %               |
| ----------------------- | ------------------------ | ----- | --------------- |
|                         | Marcelo Rebelo de Sousa  | 1 478 | 68,81 / 100,00  |
|                         | António Sampaio da Nóvoa | 264   | 12,29 / 100,00  |
|                         | Marisa Matias            | 154   | 7,17 / 100,00   |
|                         | Vitorino Silva           | 80    | 3,72 / 100,00   |
|                         | Maria de Belém Roseira   | 78    | 3,63 / 100,00   |
|                         | Paulo de Morais          | 33    | 1,54 / 100,00   |
|                         | Edgar Silva              | 28    | 1,30 / 100,00   |
|                         | Henrique Neto            | 20    | 0,93 / 100,00   |
|                         | Cândido Ferreira         | 8     | 0,37 / 100,00   |
|                         | Jorge Sequeira           | 5     | 0,23 / 100,00   |
| Votos Inválidos         | Votos Inválidos          | 35    | 1,60 / 100,00   |
| Total                   | Total                    | 2 183 | 100,00 / 100,00 |
| Eleitorado/Participação | Eleitorado/Participação  | 4 061 | 53,76 / 100,00  |

#### Alcanhões
| Candidato               | Candidato                | Votos | %               |
| ----------------------- | ------------------------ | ----- | --------------- |
|                         | Marcelo Rebelo de Sousa  | 255   | 38,69 / 100,00  |
|                         | António Sampaio da Nóvoa | 182   | 27,62 / 100,00  |
|                         | Marisa Matias            | 80    | 12,14 / 100,00  |
|                         | Edgar Silva              | 72    | 10,93 / 100,00  |
|                         | Maria de Belém Roseira   | 30    | 4,55 / 100,00   |
|                         | Vitorino Silva           | 20    | 3,03 / 100,00   |
|                         | Paulo de Morais          | 11    | 1,67 / 100,00   |
|                         | Henrique Neto            | 5     | 0,76 / 100,00   |
|                         | Jorge Sequeira           | 3     | 0,46 / 100,00   |
|                         | Cândido Ferreira         | 1     | 0,15 / 100,00   |
| Votos Inválidos         | Votos Inválidos          | 19    | 2,80 / 100,00   |
| Total                   | Total                    | 678   | 100,00 / 100,00 |
| Eleitorado/Participação | Eleitorado/Participação  | 1 260 | 53,81 / 100,00  |

#### Almoster
| Candidato               | Candidato                | Votos | %               |
| ----------------------- | ------------------------ | ----- | --------------- |
|                         | Marcelo Rebelo de Sousa  | 298   | 38,50 / 100,00  |
|                         | António Sampaio da Nóvoa | 241   | 31,14 / 100,00  |
|                         | Marisa Matias            | 106   | 13,70 / 100,00  |
|                         | Edgar Silva              | 47    | 6,07 / 100,00   |
|                         | Maria de Belém Roseira   | 38    | 4,91 / 100,00   |
|                         | Vitorino Silva           | 18    | 2,33 / 100,00   |
|                         | Paulo de Morais          | 18    | 2,33 / 100,00   |
|                         | Henrique Neto            | 4     | 0,52 / 100,00   |
|                         | Jorge Sequeira           | 3     | 0,39 / 100,00   |
|                         | Cândido Ferreira         | 1     | 0,13 / 100,00   |
| Votos Inválidos         | Votos Inválidos          | 9     | 1,15 / 100,00   |
| Total                   | Total                    | 783   | 100,00 / 100,00 |
| Eleitorado/Participação | Eleitorado/Participação  | 1 486 | 52,69 / 100,00  |

#### Amiais de Baixo
| Candidato               | Candidato                | Votos | %               |
| ----------------------- | ------------------------ | ----- | --------------- |
|                         | Marcelo Rebelo de Sousa  | 317   | 38,29 / 100,00  |
|                         | António Sampaio da Nóvoa | 297   | 35,87 / 100,00  |
|                         | Marisa Matias            | 72    | 8,70 / 100,00   |
|                         | Maria de Belém Roseira   | 59    | 7,13 / 100,00   |
|                         | Edgar Silva              | 36    | 4,35 / 100,00   |
|                         | Vitorino Silva           | 21    | 2,54 / 100,00   |
|                         | Paulo de Morais          | 12    | 1,45 / 100,00   |
|                         | Henrique Neto            | 6     | 0,72 / 100,00   |
|                         | Cândido Ferreira         | 5     | 0,60 / 100,00   |
|                         | Jorge Sequeira           | 3     | 0,36 / 100,00   |
| Votos Inválidos         | Votos Inválidos          | 20    | 2,36 / 100,00   |
| Total                   | Total                    | 848   | 100,00 / 100,00 |
| Eleitorado/Participação | Eleitorado/Participação  | 1 568 | 54,08 / 100,00  |

#### Arneiro das Milhariças
| Candidato               | Candidato                | Votos | %               |
| ----------------------- | ------------------------ | ----- | --------------- |
|                         | Marcelo Rebelo de Sousa  | 174   | 42,44 / 100,00  |
|                         | António Sampaio da Nóvoa | 126   | 30,73 / 100,00  |
|                         | Marisa Matias            | 38    | 9,27 / 100,00   |
|                         | Maria de Belém Roseira   | 35    | 8,54 / 100,00   |
|                         | Vitorino Silva           | 18    | 4,39 / 100,00   |
|                         | Edgar Silva              | 12    | 2,93 / 100,00   |
|                         | Henrique Neto            | 6     | 1,46 / 100,00   |
|                         | Paulo de Morais          | 1     | 0,24 / 100,00   |
|                         | Cândido Ferreira         | 0     | 0,00 / 100,00   |
|                         | Jorge Sequeira           | 0     | 0,00 / 100,00   |
| Votos Inválidos         | Votos Inválidos          | 8     | 1,91 / 100,00   |
| Total                   | Total                    | 418   | 100,00 / 100,00 |
| Eleitorado/Participação | Eleitorado/Participação  | 761   | 54,93 / 100,00  |

#### Azoia de Cima e Tremês
| Candidato               | Candidato                | Votos | %               |
| ----------------------- | ------------------------ | ----- | --------------- |
|                         | Marcelo Rebelo de Sousa  | 585   | 53,28 / 100,00  |
|                         | António Sampaio da Nóvoa | 242   | 22,04 / 100,00  |
|                         | Marisa Matias            | 112   | 10,20 / 100,00  |
|                         | Maria de Belém Roseira   | 68    | 6,19 / 100,00   |
|                         | Vitorino Silva           | 49    | 4,46 / 100,00   |
|                         | Edgar Silva              | 19    | 1,73 / 100,00   |
|                         | Paulo de Morais          | 13    | 1,18 / 100,00   |
|                         | Henrique Neto            | 8     | 0,73 / 100,00   |
|                         | Cândido Ferreira         | 1     | 0,09 / 100,00   |
|                         | Jorge Sequeira           | 1     | 0,09 / 100,00   |
| Votos Inválidos         | Votos Inválidos          | 29    | 2,57 / 100,00   |
| Total                   | Total                    | 1 127 | 100,00 / 100,00 |
| Eleitorado/Participação | Eleitorado/Participação  | 2 152 | 52,37 / 100,00  |

#### Casével e Vaqueiros
| Candidato               | Candidato                | Votos | %               |
| ----------------------- | ------------------------ | ----- | --------------- |
|                         | Marcelo Rebelo de Sousa  | 249   | 47,98 / 100,00  |
|                         | António Sampaio da Nóvoa | 154   | 29,67 / 100,00  |
|                         | Marisa Matias            | 62    | 11,95 / 100,00  |
|                         | Maria de Belém Roseira   | 23    | 4,43 / 100,00   |
|                         | Vitorino Silva           | 15    | 2,89 / 100,00   |
|                         | Edgar Silva              | 12    | 2,31 / 100,00   |
|                         | Paulo de Morais          | 2     | 0,39 / 100,00   |
|                         | Henrique Neto            | 2     | 0,39 / 100,00   |
|                         | Cândido Ferreira         | 0     | 0,00 / 100,00   |
|                         | Jorge Sequeira           | 0     | 0,00 / 100,00   |
| Votos Inválidos         | Votos Inválidos          | 12    | 2,26 / 100,00   |
| Total                   | Total                    | 531   | 100,00 / 100,00 |
| Eleitorado/Participação | Eleitorado/Participação  | 996   | 53,31 / 100,00  |

#### Cidade de Santarém
| Candidato               | Candidato                | Votos  | %               |
| ----------------------- | ------------------------ | ------ | --------------- |
|                         | Marcelo Rebelo de Sousa  | 6 791  | 52,46 / 100,00  |
|                         | António Sampaio da Nóvoa | 3 408  | 26,32 / 100,00  |
|                         | Marisa Matias            | 1 169  | 9,03 / 100,00   |
|                         | Maria de Belém Roseira   | 447    | 3,45 / 100,00   |
|                         | Paulo de Morais          | 397    | 3,07 / 100,00   |
|                         | Edgar Silva              | 325    | 2,51 / 100,00   |
|                         | Vitorino Silva           | 289    | 2,23 / 100,00   |
|                         | Henrique Neto            | 85     | 0,66 / 100,00   |
|                         | Jorge Sequeira           | 20     | 0,15 / 100,00   |
|                         | Cândido Ferreira         | 15     | 0,12 / 100,00   |
| Votos Inválidos         | Votos Inválidos          | 237    | 1,80 / 100,00   |
| Total                   | Total                    | 13 183 | 100,00 / 100,00 |
| Eleitorado/Participação | Eleitorado/Participação  | 25 408 | 51,89 / 100,00  |

#### Gançaria
| Candidato               | Candidato                | Votos | %               |
| ----------------------- | ------------------------ | ----- | --------------- |
|                         | Marcelo Rebelo de Sousa  | 191   | 71,80 / 100,00  |
|                         | António Sampaio da Nóvoa | 28    | 10,53 / 100,00  |
|                         | Maria de Belém Roseira   | 15    | 5,64 / 100,00   |
|                         | Vitorino Silva           | 14    | 5,26 / 100,00   |
|                         | Marisa Matias            | 12    | 4,51 / 100,00   |
|                         | Henrique Neto            | 4     | 1,50 / 100,00   |
|                         | Paulo de Morais          | 2     | 0,75 / 100,00   |
|                         | Edgar Silva              | 0     | 0,00 / 100,00   |
|                         | Cândido Ferreira         | 0     | 0,00 / 100,00   |
|                         | Jorge Sequeira           | 0     | 0,00 / 100,00   |
| Votos Inválidos         | Votos Inválidos          | 4     | 1,48 / 100,00   |
| Total                   | Total                    | 270   | 100,00 / 100,00 |
| Eleitorado/Participação | Eleitorado/Participação  | 476   | 56,72 / 100,00  |

#### Moçarria
| Candidato               | Candidato                | Votos | %               |
| ----------------------- | ------------------------ | ----- | --------------- |
|                         | Marcelo Rebelo de Sousa  | 227   | 43,57 / 100,00  |
|                         | António Sampaio da Nóvoa | 137   | 26,30 / 100,00  |
|                         | Marisa Matias            | 64    | 12,20 / 100,00  |
|                         | Maria de Belém Roseira   | 41    | 7,87 / 100,00   |
|                         | Vitorino Silva           | 24    | 4,61 / 100,00   |
|                         | Edgar Silva              | 16    | 3,07 / 100,00   |
|                         | Paulo de Morais          | 12    | 2,30 / 100,00   |
|                         | Henrique Neto            | 0     | 0,00 / 100,00   |
|                         | Cândido Ferreira         | 0     | 0,00 / 100,00   |
|                         | Jorge Sequeira           | 0     | 0,00 / 100,00   |
| Votos Inválidos         | Votos Inválidos          | 8     | 1,52 / 100,00   |
| Total                   | Total                    | 529   | 100,00 / 100,00 |
| Eleitorado/Participação | Eleitorado/Participação  | 978   | 54,09 / 100,00  |

#### Pernes
| Candidato               | Candidato                | Votos | %               |
| ----------------------- | ------------------------ | ----- | --------------- |
|                         | Marcelo Rebelo de Sousa  | 282   | 44,02 / 100,00  |
|                         | António Sampaio da Nóvoa | 191   | 29,94 / 100,00  |
|                         | Edgar Silva              | 60    | 9,40 / 100,00   |
|                         | Marisa Matias            | 52    | 8,15 / 100,00   |
|                         | Maria de Belém Roseira   | 30    | 4,70 / 100,00   |
|                         | Vitorino Silva           | 11    | 1,72 / 100,00   |
|                         | Paulo de Morais          | 6     | 0,94 / 100,00   |
|                         | Cândido Ferreira         | 3     | 0,47 / 100,00   |
|                         | Henrique Neto            | 2     | 0,31 / 100,00   |
|                         | Jorge Sequeira           | 1     | 0,16 / 100,00   |
| Votos Inválidos         | Votos Inválidos          | 18    | 2,74 / 100,00   |
| Total                   | Total                    | 656   | 100,00 / 100,00 |
| Eleitorado/Participação | Eleitorado/Participação  | 1 461 | 44,90 / 100,00  |

#### Póvoa da Isenta
| Candidato               | Candidato                | Votos | %               |
| ----------------------- | ------------------------ | ----- | --------------- |
|                         | Marcelo Rebelo de Sousa  | 167   | 37,53 / 100,00  |
|                         | António Sampaio da Nóvoa | 140   | 31,46 / 100,00  |
|                         | Marisa Matias            | 69    | 15,51 / 100,00  |
|                         | Edgar Silva              | 30    | 6,74 / 100,00   |
|                         | Maria de Belém Roseira   | 21    | 4,72 / 100,00   |
|                         | Vitorino Silva           | 13    | 2,92 / 100,00   |
|                         | Paulo de Morais          | 3     | 0,67 / 100,00   |
|                         | Henrique Neto            | 2     | 0,45 / 100,00   |
|                         | Cândido Ferreira         | 0     | 0,00 / 100,00   |
|                         | Jorge Sequeira           | 0     | 0,00 / 100,00   |
| Votos Inválidos         | Votos Inválidos          | 10    | 2,20 / 100,00   |
| Total                   | Total                    | 455   | 100,00 / 100,00 |
| Eleitorado/Participação | Eleitorado/Participação  | 867   | 52,48 / 100,00  |

#### Romeira e Várzea
| Candidato               | Candidato                | Votos | %               |
| ----------------------- | ------------------------ | ----- | --------------- |
|                         | Marcelo Rebelo de Sousa  | 572   | 51,35 / 100,00  |
|                         | António Sampaio da Nóvoa | 285   | 25,58 / 100,00  |
|                         | Marisa Matias            | 115   | 10,32 / 100,00  |
|                         | Vitorino Silva           | 49    | 4,40 / 100,00   |
|                         | Maria de Belém Roseira   | 39    | 3,30 / 100,00   |
|                         | Paulo de Morais          | 22    | 1,97 / 100,00   |
|                         | Edgar Silva              | 21    | 1,89 / 100,00   |
|                         | Henrique Neto            | 7     | 0,63 / 100,00   |
|                         | Jorge Sequeira           | 4     | 0,36 / 100,00   |
|                         | Cândido Ferreira         | 0     | 0,00 / 100,00   |
| Votos Inválidos         | Votos Inválidos          | 26    | 2,28 / 100,00   |
| Total                   | Total                    | 1 140 | 100,00 / 100,00 |
| Eleitorado/Participação | Eleitorado/Participação  | 2 140 | 53,27 / 100,00  |

#### São Vicente do Paul e Vale de Figueira
| Candidato               | Candidato                | Votos | %               |
| ----------------------- | ------------------------ | ----- | --------------- |
|                         | Marcelo Rebelo de Sousa  | 516   | 44,06 / 100,00  |
|                         | António Sampaio da Nóvoa | 351   | 29,97 / 100,00  |
|                         | Marisa Matias            | 103   | 8,80 / 100,00   |
|                         | Maria de Belém Roseira   | 76    | 6,49 / 100,00   |
|                         | Edgar Silva              | 71    | 6,06 / 100,00   |
|                         | Vitorino Silva           | 32    | 2,73 / 100,00   |
|                         | Paulo de Morais          | 17    | 1,45 / 100,00   |
|                         | Henrique Neto            | 4     | 0,34 / 100,00   |
|                         | Cândido Ferreira         | 1     | 0,09 / 100,00   |
|                         | Jorge Sequeira           | 0     | 0,00 / 100,00   |
| Votos Inválidos         | Votos Inválidos          | 13    | 1,10 / 100,00   |
| Total                   | Total                    | 1 184 | 100,00 / 100,00 |
| Eleitorado/Participação | Eleitorado/Participação  | 2 330 | 50,82 / 100,00  |

#### Vale de Santarém
| Candidato               | Candidato                | Votos | %               |
| ----------------------- | ------------------------ | ----- | --------------- |
|                         | Marcelo Rebelo de Sousa  | 529   | 43,33 / 100,00  |
|                         | António Sampaio da Nóvoa | 373   | 30,55 / 100,00  |
|                         | Marisa Matias            | 112   | 9,17 / 100,00   |
|                         | Edgar Silva              | 76    | 6,22 / 100,00   |
|                         | Maria de Belém Roseira   | 51    | 4,18 / 100,00   |
|                         | Vitorino Silva           | 40    | 3,28 / 100,00   |
|                         | Paulo de Morais          | 28    | 2,29 / 100,00   |
|                         | Henrique Neto            | 7     | 0,57 / 100,00   |
|                         | Cândido Ferreira         | 4     | 0,33 / 100,00   |
|                         | Jorge Sequeira           | 1     | 0,08 / 100,00   |
| Votos Inválidos         | Votos Inválidos          | 22    | 1,77 / 100,00   |
| Total                   | Total                    | 1 243 | 100,00 / 100,00 |
| Eleitorado/Participação | Eleitorado/Participação  | 2 465 | 50,43 / 100,00  |